# R-38 (航空機)
立川 R-38
- 用途：練習機
- 分類：練習機
- 設計者：遠藤良吉
- 製造者：立川飛行機
- 運用者： 日本
- 初飛行：1939年2月22日
- 生産数：2機
- 運用状況：退役

R-38は、日本の立川飛行機が試作した練習機。型式番号の「R」は「練習機」を、「38」は「1938年型」を意味する。

## 概要
立川は1938年（昭和13年）に、当時生産していた日本陸軍向けの九五式一型練習機および九五式三型練習機とは別系統の機体として、民間向けの進歩的な単葉練習機としてR-38の開発を開始。設計は遠藤良吉技師を設計主務者として行われた。設計には輸入後の組み立てを立川が行ったフェアチャイルド 22が参考とされており、木金混合骨組に羽布張りの単葉機で、パラソル翼を採用したスマートな形状を持つ。機体が軽量だったため速力・運動性・上昇力に優れた軽快な機体となった。
1939年（昭和14年）2月22日に一号機が初飛行。その後、航空機乗員養成所と陸軍による審査が行われたが、性能は評価されたもののR-38で九五式一型および三型を代替する必要はないと判断され、どちらも不採用に終わった。その後、立川はエンジンを一号機の瓦斯電「神風六型」から高速度機関製の「KO-4」に換装した二号機「R-38改」の製作を行い、1941年（昭和16年）7月に初飛行を迎えた。しかし、R-38改の完成と同時期に陸軍がKO-4の生産中止を要請したため、R-38改が量産されることはなかった。その後、1機のみの生産となったR-38改は航空局の松戸中央乗員養成所で試用されている。
なお、のちにR-38は戦後初の国産航空機となった新立川航空機製の練習機R-52およびR-53の原型となった。

## 諸元
R-38
- 全長：7.62 m
- 全幅：10.80 m
- 全高：2.78 m
- 主翼面積：19.0 m2
- 自重：599 kg
- 全備重量：837 kg
- エンジン：瓦斯電 神風六型 空冷星型7気筒（離昇160 hp） × 1
- 最大速度：205.8 km/h
- 巡航速度：151.2 km/h
- 実用上昇限度：6,350 m
- 航続距離：280 km
- 乗員：2名

R-38改
- 全長：7.889 m
- 全幅：10.80 m
- 全高：2.57 m
- 主翼面積：19.0 m2
- 自重：580 kg
- 全備重量：818 kg
- エンジン：高速度機関 KO-4 空冷倒立直列4気筒（離昇130 hp） × 1
- 最大速度：184.2 km/h
- 巡航速度：145.2 km/h
- 実用上昇限度：不明
- 航続距離：230 km
- 乗員：2名